# Ilex mitis
Ilex mitis là một loài thực vật có hoa trong họ Aquifoliaceae. Loài này được (L.) Radlk. mô tả khoa học đầu tiên năm 1887.

## Hình ảnh

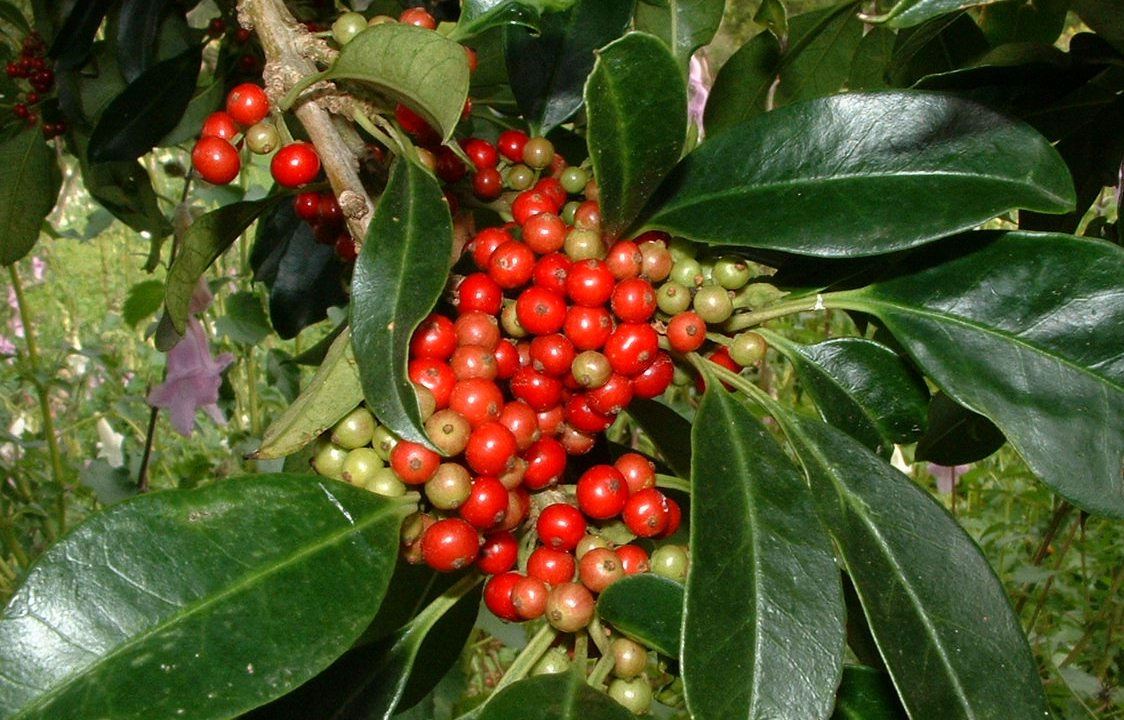
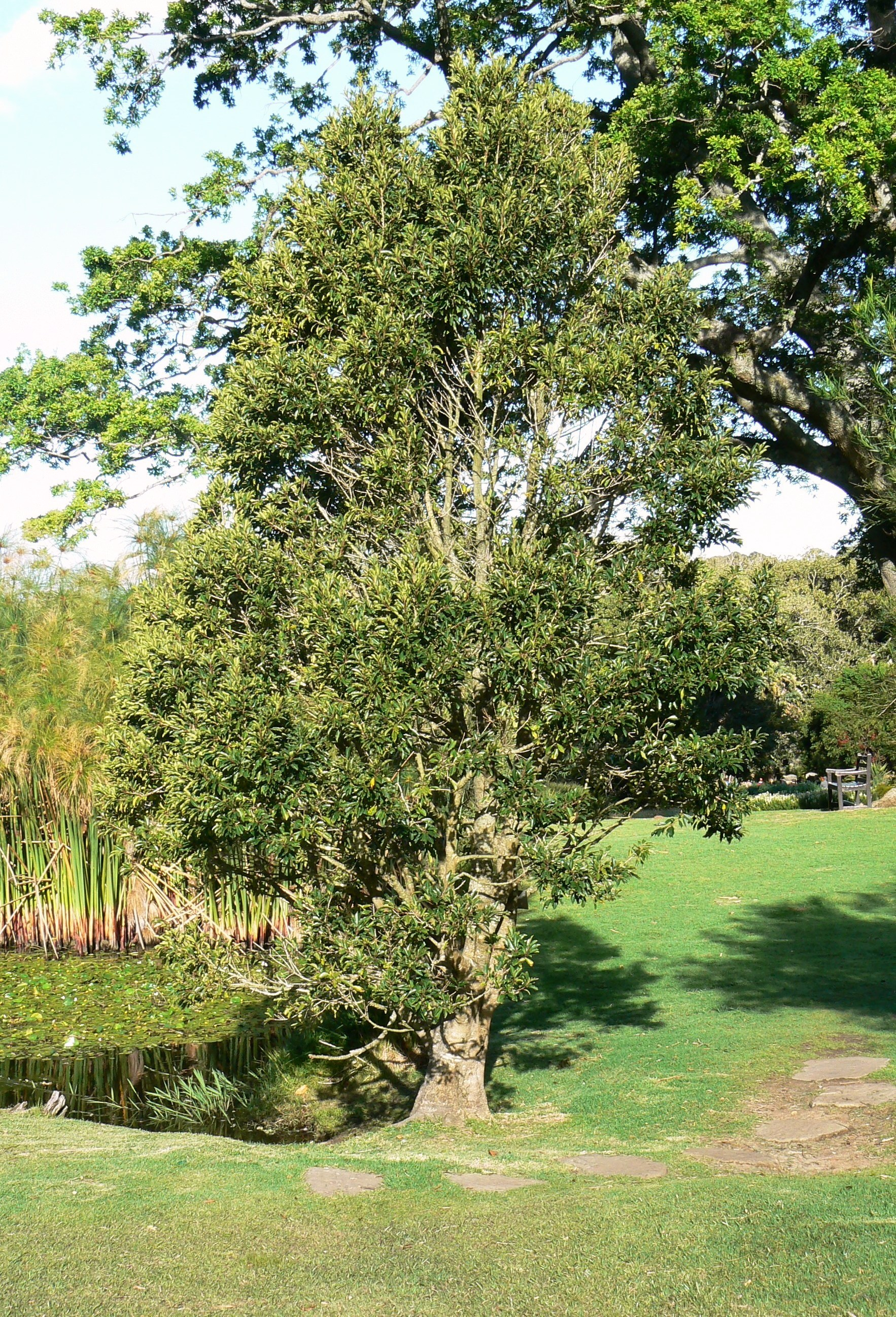
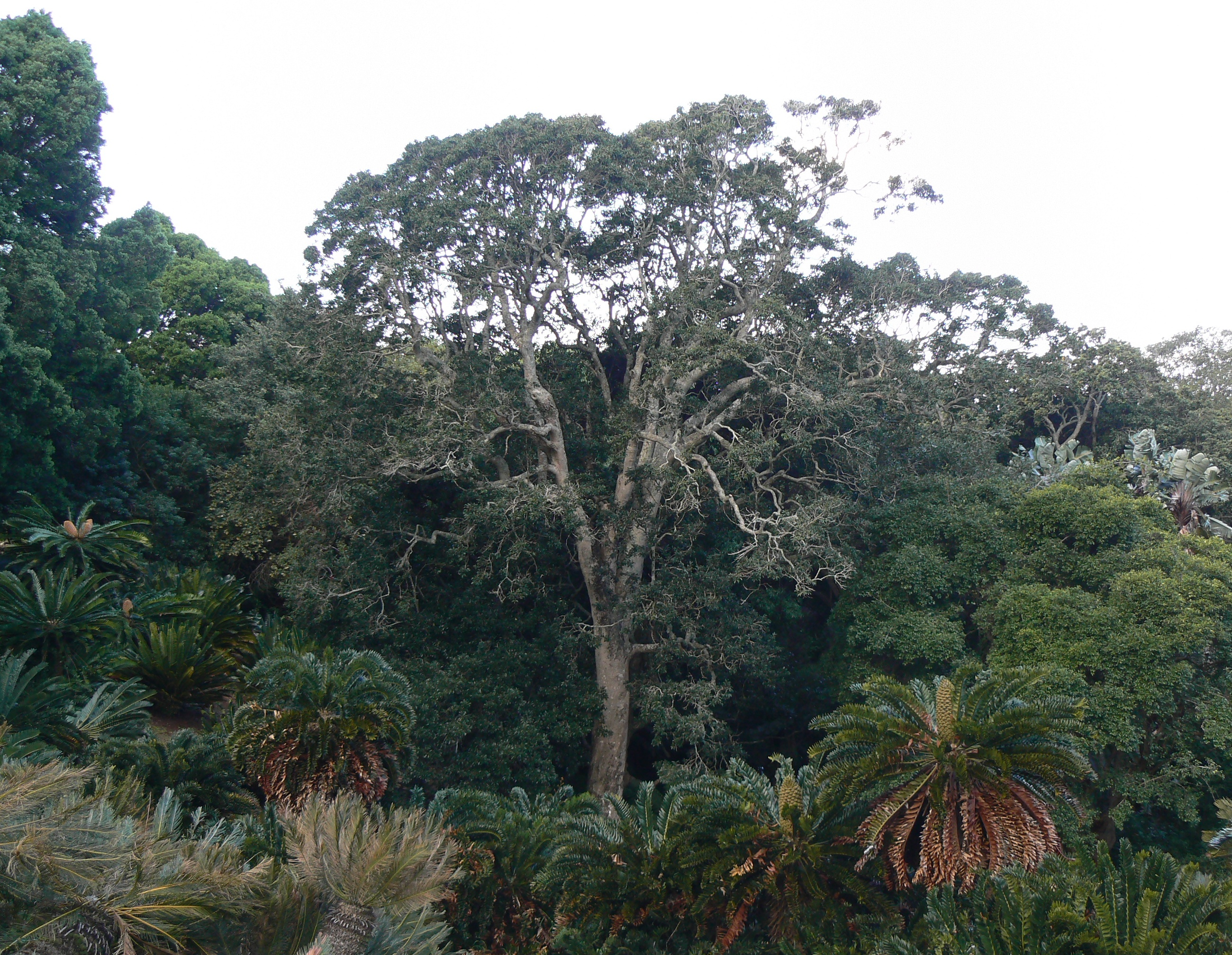
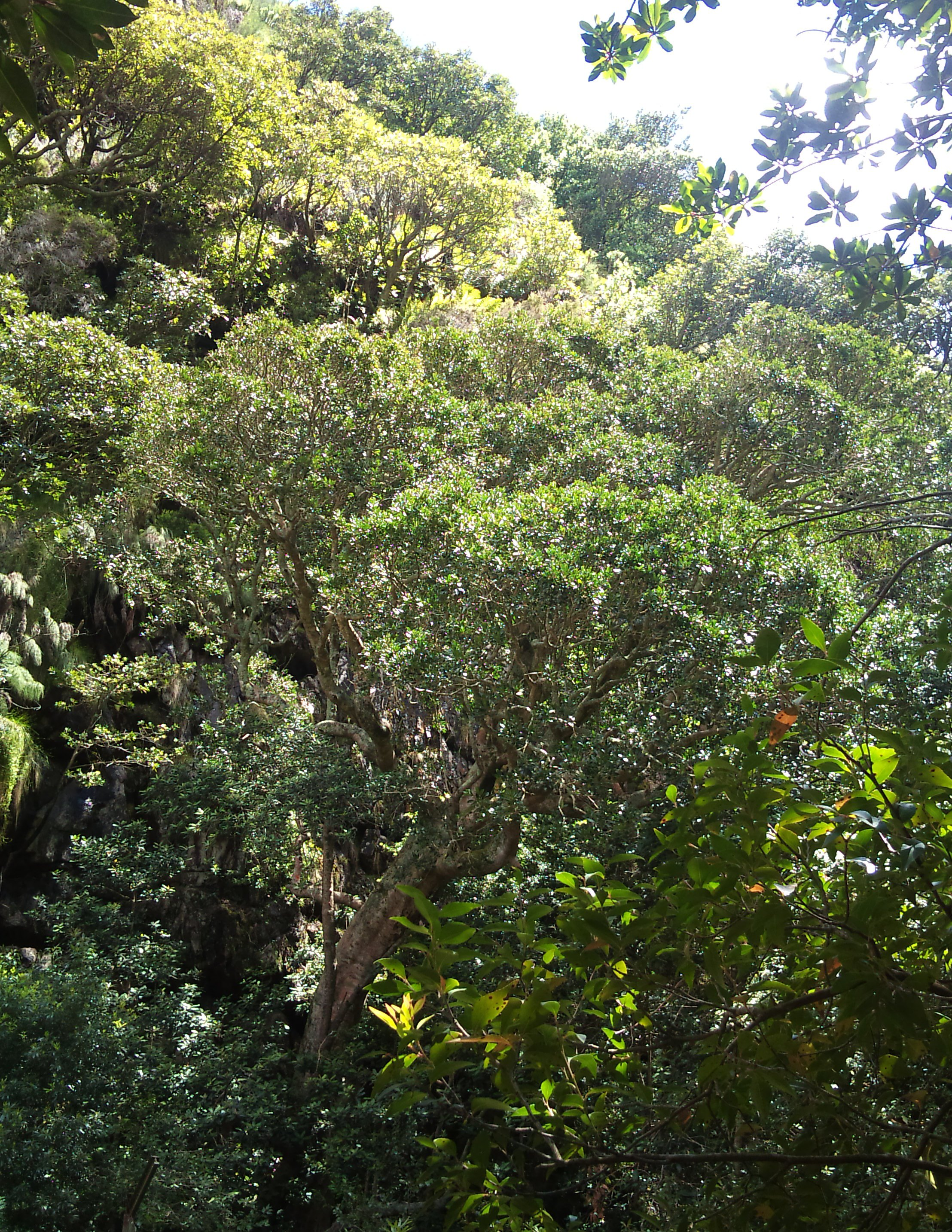